# Avanca
Avanca es una freguesia portuguesa del concelho de Estarreja, con 21,54 km² de superficie y 6.474 habitantes (2001). Su densidad de población es de 300,6 hab/km².